# بول فريس
بول فريس (بالإنجليزية: Paul Frees)‏ مواليد 22 يونيو 1920 في شيكاغو - الوفاة 2 نوفمبر 1986 في تيبورون، الولايات المتحدة، هو ممثل وكوميدي وكاتب سيناريو أمريكي بدأ مسيرته الفنية سنة 1942. امتدت مسيرته الفنية لأكثر من 44 عاما.

## الأعمال
- شيء من عالم آخر
- غان سموك
- مكان في الشمس
- شيء من عالم آخر
- هيز كايند أوف وومان
- البعض يفضلونها ساخنة
- سبارتاكوس
- مئة مرقش ومرقش
- ماري بوبينز
- تورا! تورا! تورا!
- باتون
- وثيقة سافاج: رجل البرونز
- إيسوروكو ياماموتو
- وحيدة القرن الأخيرة
- فلينستون
- توب كات
- آي دريم أوف جيني
- صرار الليل على الموقد
- الفرسان العرب
- هاواي فايف أو
- السائق نايت

## روابط خارجية
- بول فريس على موقع IMDb (الإنجليزية)
- بول فريس على موقع ألو سيني (الفرنسية)
- بول فريس على موقع ميوزك برينز (الإنجليزية)
- بول فريس على موقع تيرنر كلاسيك موفيز (الإنجليزية)
- بول فريس على موقع أول موفي (الإنجليزية)
- بول فريس على موقع قاعدة بيانات الأفلام السويدية (السويدية)
- بول فريس على موقع إن إن دي بي (الإنجليزية)
- بول فريس على موقع ديسكوغز (الإنجليزية)
- بول فريس على موقع قاعدة بيانات الفيلم (الإنجليزية)
- بول فريس على موقع كينوبويسك (الروسية)